# Qajarīyeh-ye Do
Qajarīyeh-ye Do (persiska: قجریه دو) är en ort i Iran.   Den ligger i provinsen Khuzestan, i den västra delen av landet, 600 km sydväst om huvudstaden Teheran. Qajarīyeh-ye Do ligger 23 meter över havet och antalet invånare är 153.
Terrängen runt Qajarīyeh-ye Do är mycket platt. Runt Qajarīyeh-ye Do är det ganska tätbefolkat, med 144 invånare per kvadratkilometer. Närmaste större samhälle är Qajarīyeh-ye Yek, 1,5 km väster om Qajarīyeh-ye Do. Omgivningarna runt Qajarīyeh-ye Do är i huvudsak ett öppet busklandskap.